# Белый, Виктор Аркадьевич
Ви́ктор Арка́дьевич Бе́лый (настоящее имя — Давид Аронович Вейс; 1904—1983) — советский композитор и общественный деятель. Автор песни «Орлёнок». Народный артист РСФСР (1980). Заслуженный артист Белорусской ССР (1955).

## Биография
Родился 14 (1) января 1904 год в еврейской семье в Бердичеве; вскоре семья переехала в Васильков (оба города — в Киевской губернии). Отец — Арон Самуилович (Аарон Шмуль-Борисович) Белый (1873—1916), врач, погиб на фронте в первую мировую войну. Мать — Е. Н. Белая (пианистка).
В 1929 году окончил Московскую консерваторию имени П. И. Чайковского по классу композиции (учился у Г. Э. Конюса, Н. Я. Мясковского и Н. С. Жиляева). Член Проколл (1925—1929) и РАПМ (1929—1932). В 1931 году — редактор журнала «За пролетарскую музыку». Наряду с Л. Н. Лебединским и М. В. Ковалём в конце 1920-х и начале 1930-х гг. был одним из зачинщиков травли А. В. Мосолова, других советских авангардистов и так называемых «попутчиков». Неоднократно Белый резко высказывался и против Д. Д. Шостаковича, например:

Сумбур и конструктивные изыски «Леди Макбет», крикливое убожество музыки «Светлого ручья» в одинаковой мере дают искаженный фальшивый образ действительности.— РГАЛИ, ф. 962, оп. 5, ед. хр. 39, л. 6.
В 1935—1948 годах — преподаватель МГК имени П. И. Чайковского (профессор с 1941 года). В 1939—1948 годах — член СК СССР. Кандидат искусствоведения (1941).
В 1942—1948 годах — ответственный секретарь оргкомитета СК СССР. В 1949—1952 годах — профессор по классу композиции БГК имени А. В. Луначарского. В 1954—1958 годах — и. о. секретаря правления СК СССР. В 1957—1973 годах — главный редактор журнала «Музыкальная жизнь». С 1974 года — консультант и член редколлегии журнала «Музыкальная жизнь».
Умер 6 марта 1983 года. Похоронен на Донском кладбище в Москве.родственное захоронение на участке 4.

## Семья
- Жена — музыковед Вера Петровна Россихина (1900—1979).
  - Сыновья — физик Виктор Викторович Белый (был женат на детской писательнице С. Л. Прокофьевой); математик Глеб Викторович Россихин (1932—1988). Внучка — математик М. В. Коровина.

## Творчество
Валентина Чемберджи отмечала (в книге «В доме музыка жила». — М.: Аграф, 2002. — С. 168—170) трагизм В. А. Белого как композитора советской эпохи: он был знаток и ценитель камерной музыки, автор сонат для фортепиано и скрипки с фортепиано; однако известность ему принесли его песни.

### Сочинения для фортепиано
- 1923 Соната № 1 (рукопись)
- 1925 Две фуги. Музгиз, 1928
- 1926 Соната № 2 (рукопись)
- 1928 Лирическая сонатина. Музгиз, 1929
- 1928 Траурный марш. Музгиз, 1930
- 1939 Три миниатюры на башкирские темы. Музгиз, 1941
- 1941 Соната № 3. Музгиз, 1946
- 1945 Четыре пьесы на таджикские темы. Музфонд, 1947
- 1946 Соната № 4. Музгиз, 1947
- 1947 Шестнадцать прелюдий на темы народов СССР. Музгиз, 1948
- 1950 Две пьесы на белорусские народные темы. Музгиз, 1951
- 1952 Белорусские напевы (рукопись)

### Детская музыка
- 1969 Флейта и оркестр. «Музыка», 1970
- 1969 Канон. «Музыка», 1970
- 1976 Маленький этюд. «Музыкальная жизнь»,1974, № 19
- 1976 Свирель поет. «Музыкальная жизнь»,1974, № 19

### Камерная музыка
- 1954 Соната для скрипки и фортепиано. Музгиз, 1955
- 1921 Поэма для альта с фортепиано. Музгиз, 1929

### Сочинения для голоса с фортепиано
- 1926 «26» (Памяти бакинских комиссаров), сл. Н. Асеева. Музгиз, 1927
- 1929 «Война» (цикл). сл. Э. Толлера, Н. Гарнье, В. Газенклевера, М. Светлова. Музгиз, 1929
- 1933 10 чувашских песен, русский текст С. Болотина и Т. Сикорской. Музгиз, 1935
- 1933 «Начал колос наливаться», сл. А. Гидаша. Музгиз, 1934
- 1935 «Прощание» (Памяти С. М. Кирова), сл. Н. Заболоцкого. Музгиз, 1936
- 1935 «Маленький летчик», сл. Я. Купалы. Музгиз, 1936
- 1935 «Песня о девушке-партизанке», сл. Ф. Канатова. Музгиз, 1936
- 1936 «Зимняя дорога», сл. А. Пушкина. Музгиз, 1937
- 1938 «Милый Иран мой», сл. А. Лахути. Музгиз, 1939
- 1939 «Морские песни» (цикл), сл. А. Лебедева. Музгиз, 1944
- 1941 «Баллада о капитане Гастелло», сл. В. Винникова. Музгиз, 1941
- 1941 «Юный партизан», сл. Я. Шведова. Музгиз, 1942
- 1944 Три польские народные песни, русский текст С. Кондратьева. Музгиз, 1945
- 1949 «День рождения Ленина», сл. С. Щипачева. Музгиз, 1949
- 1950 «Три песни-баллады о Ленине», сл. Я. Шведова. Музгиз, 1950
- 1951 Два романса: «Май», сл. С. Острового, «Песня горниста», сл. Л. Озерова. Музгиз, 1951
- 1952 «У берегов реки любимой», сл. Н. Некрасова. Музгиз, 1951
- 1956 «Светить всегда!» (цикл), сл. В. Маяковского. «Советский композитор»,1957
- 1961 П. Дегейтер. Песни (обработка), русский текст В. Дмитриева. Музгиз, 1962
- 1962 Дж. Хилл. Песни (обработка), русский текст С. Болотина и Т. Сикорской. Музгиз, 1963
- 1964 «Родина», сл. М. Лермонтова. «Музыкальная жизнь»,1964, № 19
- 1970 «Поет Монтегюс» (обработка), русский текст С. Болотина и Т. Сикорской. «Советский композитор»,1973
- 1977 «Три песни-баллады о Ленине», сл. Я. Шведова (вторая редакция)
- 1978 «Я жить хочу», «Тебе, Кавказ…», сл. М Лермонтова (рукопись)
- 1982 «Три вокальных монолога на стихи М. Лермонтова». М., 1982
- 1982 «Три баллады на стихи А. Блока». (Рукопись). Факсимиле опубликовано в сборнике (ссылка 4.)., 1987

### Массовые песни
- 1928 «Военная пионерская», сл. В. Маяковского. Музгиз, 1929
- 1929 «Марш венгерских шахтеров» (обработка), сл. А. Гидаша. Музгиз, 1931
- 1930 «Пролетарии всех стран, соединяйтесь!», сл. Н. Минского в обработке И. Френкеля. Музгиз, 1931
- 1933 «Песня 30-й дивизии», сл. М. Светлова. Музгиз, 1933
- 1934 «Пионерский барабан», сл. С. Михалкова. Музгиз, 1934
- 1934 «Первомайская баллада», сл. Романовского. Музгиз, 1934
- 1936 «Орленок», сл. Я. Шведова. Музгиз, 1936
- 1941 «Песня смелых», сл. А. Суркова. Музгиз, 1941
- 1941 «Смелей, краснофлотцы!», сл. В. Лебедева-Кумача. Музгиз, 1941
- 1941 «Балтийцы», сл. Н. Брауна. Музгиз, 1942
- 1942 «Песня о пяти героях», сл. И. Френкеля. Музгиз, 1941
- 1948 «Когда приходит май», сл. А. Коваленкова. Музфонд, 1948
- 1949 «Их подвиг жив», (Песня о краснодонцах), сл. М. Светлова. Музгиз, 1949
- 1949 «От Путивля до Карпат», сл. Я. Шведова. Музгиз, 1949
- 1949 «В защиту мира!», сл. И. Френкеля. Музгиз, 1949
- 1949 «Молодежь, будь наготове!», сл. М. Светлова. Музгиз, 1949
- 1949 «Октябрьская песня», сл. В. Маяковского. «Советский композитор», 1967
- 1952 «Песня о Сергее Лазо», сл. Я. Шведова. Музгиз, 1954
- 1977 «В нашей школе», сл. Я. Халецкого. «Музыка», 1977
- 1977 «Баллада о комиссаре», сл. Я. Халецкого. «Музыка», 1977

### Сочинения для хора
- 1936 Сюита на чувашские темы, русский текст Я. Родионова. Музгиз, 1937
- 1938 Два фрагмента из поэмы «Ленин», сл. В. Маяковского. Музгиз, 1939
- 1938 Два хора на стихи Н. Некрасова: «Перед дождем», «Зеленый шум». «Советский композитор»,1977
- 1939 «Три дороги», сл. Т. Шевченко, перевод А. Безыменского. Музгиз, 1939
- 1939 «Салават», сл. народные, перевод с башкирского Я. Родионова. Музгиз, 1943
- 1940 Два хора на сл. Токтогула, перевод с киргизского В. Винникова. Музфонд, 1945
- 1942 «Славянская сюита», сл. Р. Стиенского и Н. Белинович. Музгиз, 1943
- 1945 Два хора на русские народные темы: «Сегодня день-то печальный», «С терема на терем». Музгиз, 1947
- 1946 «Русская река», сл. М. Алигер. Музгиз, 1948
- 1950 «Сын отчизны», сл. К. Рылеева. Музгиз, 1950
- 1952 «Ермак», сл. народные (обработка). Музгиз, 1952
- 1954 «Степь», сл. Л. Озерова, «Советская музыка» (приложение), 1954, № 9
- 1964 Два канона (для детского хора), сл. Я. Серпина. «Музыка», 1965
- 1965 «Леса шумят», сл. П. Комарова. «Музыка», 1966
- 1973 «Байкал», сл. А. Твардовского. «Советский композитор», 1974
- 1973 «Русские леса», сл. П. Комарова. «Советский композитор», 1974
- 1973 «Степная дорога», сл. М. Нагнибеды. «Советский композитор», 1974

### Сочинения для хора с фортепиано
- 1929 Обработка революционных песен: «Смело товарищи, в ногу», «Варшавянка», «Замучен тяжелой неволей», «Мы кузнецы», «Полоса», «Александровский централ». Изд. Общества политкаторжан, 1930
- 1929 «Великое состязание», сл. А. Жарова. Музгиз, 1930
- 1930 «Песня летчиков», сл. В. Маяковского. Музгиз, 1930
- 1931 «Голодный поход», сл. Дж. Паскаля, перевод с английского М. Гершензона. Музгиз, 1932
- 1942 «Красные конники», сл. М. Голодного. Музгиз, 1942
- 1942 «Партизаны в лесах», сл. народные в обработке Я. Шведова. Музгиз, 1942
- 1942 «Песня Тараса», сл. Л. Первомайского. Музгиз, 1942
- 1943 «День пройдет и ночь пройдет», сл. А. Малышко. Музфонд, 1944
- 1955 «Баллада об Александре Матросове», сл. Я. Шведова. Музгиз, 1951
- 1952 «Сад на реке», сл. М. Рудермана. Музгиз, 1953
- 1953 Украинские народные песни: «По-над Случем хмара стала», «Черногоро-Украина» (обработка). Музгиз, 1956
- 1972 «Уж небо осенью дышало», сл. А. Пушкина. «Советский композитор», 1973
- 1972 «Вечер», сл. А. Фета. «Советский композитор», 1973
- 1972 «Поет зима — аукает…», сл. С. Есенина. «Советский композитор», 1973
- 1972 «Про моря и про маяк», сл. В. Маяковского. «Советский композитор», 1973
- 1972 «Майская песенка», сл. В. Маяковского. «Советский композитор», 1973
- 1982 «Партизанская песня», сл. В. Протопопова. «Музыкальная жизнь»,1982, № 3

### Музыка к спектаклям
- 1930 «1905-й год», Театр МОСПС
- 1935 «Город ветров», Театр МОСПС
- 1936 «Хлопчик», Театр МОСПС
- 1936 «Салют, Испания!», Театр МОСПС
- 1937 «Апшеронская ночь», Театр МОСПС
- 1940 «Фландрия», Театр МОСПС
- 1948 «Двадцать лет спустя», Горьковский драматический театр
- 1952 «Сергей Лазо», Центральный театр Советской Армии

## Аудиозаписи
- Г р а м п л а с т и н к а — Песни Виктора Белого (Д 30955-6)

- В фондовой записи Всесоюзного радио :

- Для фортепиано
- 16 прелюдий на темы народов СССР (исп. И. Аптекарев)

- Для голоса с фортепиано
- «Светить всегда!» (цикл), исп. Е. Владимиров и автор
- «День рождения Ленина», исп. те же
- «Зимняя дорога», исп. те же
- «Родина», исп. те же
- «Баллада о капитане Гастелло», исп. А. Пирогов и автор; Е. Владимиров и автор

- Песни
- «Пролетарии всех стран, соединяйтесь!», «Орленок», «Песня о девушке-партизанке», «Песня смелых», «Их подвиг жив», «Баллада об Александре Матросове», «В защиту мира!», «Песня о пяти героях»

- Записи в фонотеке Всесоюзного Дома композиторов :

- Авторский концерт (1964)
- «Светить всегда!» (цикл), исп. Е. Флакс и автор
- «Три дороги», исп. студенты дирижёрско-хорового факультета Московской консерватории, дирижёр В. Соколов
- Прелюдии на темы народов СССР, исп. М. Гринберг
- «26» (Памяти бакинских комиссаров), исп. Н. Исакова и автор
- Чувашские песни в обработке В. Белого, исп. Н. Исакова и автор
- Авторский концерт (1978)

## Музыкально-критические статьи
- Факты и цифры против очередной клеветы на РАПМ // Пролетарский музыкант. 1931. № 9 (приложение). — 38 с.

## Награды и премии
- Сталинская премия третьей степени (1952) — за песни «В защиту мира» и «Александр Матросов»
- народный артист РСФСР (8.5.1980)
- заслуженный деятель искусств РСФСР (28.6.1956)
- заслуженный артист Белорусской ССР (1955)
- орден Октябрьской Революции
- орден Трудового Красного Знамени (28.12.1946)
- два ордена «Знак Почёта»